# Prażucha
Prażucha (staropol. lemieszka) – staropolska potrawa (kluski) obecnie charakterystyczna dla regionalnej kuchni wiejskiej Lubelszczyzny. Nazwa pochodzi od wyprażania mąki. Ciasto wyrabia się z mąki pszennej i gryczanej. Gotową prażuchę podaje się ze skwarkami.

## Przepis
Zasugerowano, aby ta sekcja została przeniesiona do Wikibooks. Proponowaną stroną docelową jest Książka kucharska.
- Przepis:
- 50 dag mąki pszennej lub gryczanej
- pół litra wody
- 5 dag słoniny, smażona cebula lub masło do polania
- sól

Mąkę wyprażyć się na patelni na złotawy kolor i wsypać do garnka. Następnie wrzącą osoloną wodę wlać cienkim strumieniem do mąki, silnie rozcierając drewnianą łyżką, aby nie potworzyły się grudy i cały czas podgrzewać. Masa ma być pulchna i jednolita, nie lejąca się ani krusząca. 
Gdy mąka wchłonie całą wodę, naczynie nakryć i wstawić do piekarnika lub odstawić na chwilę na brzeg płyty, by ciasto doszło. 
Łyżką zwilżoną w tłuszczu wykładać ciasto w formie klusek na talerze, polać roztopioną słoniną lub masłem.

## Prażucha ziemniaczana
Prażucha ziemniaczana to potrawa z ugotowanych ziemniaków z dodatkiem zaparzonej mąki. 